# Болница "Свети апостол Лука" Добој
Болница "Свети апостол Лука" Добој је јавна здравствена установа регионалног типа која обавља 
стационарну и консултативну специјалистичку здравствену заштиту секундарног и делимично терцијарног нивоа за приближно 270.000 становника који живе у осам општина регије Добој.

## Положај и размештај
Болница "Свети апостол Лука" налази се на улазу у град Добој из правца Бања Луке, у улици Поп Љубина бб, у непосредној близини православне цркве Светих апостола Петра и Павла. Административно припада Општини Добој, а шире Републици Српској и Босни и Хрецеговини.
Размештена је у деветстарих и новоизграђених објектима различите старости и услова. Болница располаже са 416 постеља (2018).

## Историја
Када је Добој  по  завршетку Другог светског рата  постао средиште регије која покрива општине Дервента, Брод, Модрича, Шамац, Теслић, Маглај, Оџак, Грачаница и Тешањ, указала се потреба за формирањем болничког центра у Добоју који би могао пружити адекватне здравствене услуге становницима ових општина.
Претеча оснивања садашње ЈЗУ болнице „Свети апостол Лука“ у Добоју била  је здравствена амбуланти, а потом и Омладинске болнице за потребе радних бригада, којае су током  1947. године иградиле омладинскеу пругеу Шамац  Сарајево и Добој - Бања Лука. Завршетком Омладинских радних акција, објекат и опрема Омладинскае болнице предат је општини на коришћење.
Одлуком Извршног одбора општине  Добој почетком 1952. године основана је Општа државна болница
На почетку јсвога рад Болница је имала само два одељења, са 90 кревета, у којим  се рад одвијао у скромним условима. Хируршко одељење са породилиштем било је смештено у старој обновљеној згради, а интерно одељење у касарни. Магацини, вешерај и кухиња били су у  помоћним објектима.
Народни одбор округа Добој преузео је болницу као окружну установу 1953 године, и у њој покренуа рад регионалне болнице, која је пратила сбројне територијалне реорганизације у оквиру Босне и Херцеговине.
Временом Болница се развијала и модернизовала како у погледу стручног особља, тако и у попгледу савременог простора , који је проширио капацитете и омогућио увођење савремене опреме.
ЈЗУ болница Добој тренутно пружа савремене услуге дијагностике и лечења, становниицима  осам општина са укупном популацијом од око 270.000 становника.

## Организација
Све активности у Болница  обављају се у оквирима две основне организационе јединице: Одељења и служби за медицинске и службе за немедицинске послове:

### Одељења и службе за медицинске послове
Одељење хируршких служби
- Одељење хирургије
- Служба анестезије и реанимације
- Одељење за ортопедију и трауматологију

Одељење за гинекологију и акушерство
- Служба за оториноларингологију
- Офталмолошка служба
- Служба за урологију

Одељење интернистичких служби
- Служба интерне медицине
- Психијатријска служба
- Одељење за неурологију
- Педијатријска служба
- Служба за пулмологију
- Дерматовенеролошка служба
- Служба за заразне болести

Заједничке медицинске службе
- Служба за микробиологију
- Служба за патологију
- Служба за клиничку биохемијску дијагностику
- Служба за радиологију
- Служба за физикалну медицину и рану рехабилитацију
- Служба за снабдевање лековима

### Службе, отсеци и јединице за немедицинске послове
- Кабинет директора
- Служба за комерцијалне послове (одсек за јавне набавке и одсек за продају и реализацију услуга).
- Служба за анализу, надзор и квалитет
- Одсек финансија
- Служба за правне и опште послове (одсек за правне и опште послове и одсек за физичку и противпожарну заштиту и транспорт)
- Јединица за интерну ревизију
- Служба за услужне делатности (сервис за исхрану, сервис одржавања хигијене и сервис занатске услуге)